# Курганец-25
Курга́нец-25 — перспективная средняя гусеничная платформа, разрабатываемая государственной корпорацией Ростех. В разработке платформы принимает участие[уточнить] множество других предприятий, таких как ЦНИИ «Буревестник» и другие[какие именно]. Платформа сконструирована по модульному принципу, что позволяет облегчить и ускорить производство и ремонт бронетехники на её базе. Предполагалось начало производства для опытно-войсковой эксплуатации с 2015 года и серийного производства с 2017 года.

## Назначение
Курганец-25 является универсальной гусеничной платформой, на базе которой планируется создать боевую машину пехоты Б-11 (Индекс ГАБТУ — Объект 695), гусеничный бронетранспортер Б-10 (Индекс ГАБТУ — Объект 693), бронированную ремонтно-эвакуационную машину и противотанковую самоходную установку со 125-мм танковым орудием. Предназначен для замены существующих БМП, стоящих на вооружении российской армии.

## Конструкция
Моторно-трансмиссионное отделение платформы расположено в передней части корпуса и сдвинуто вправо для улучшения компоновки машины. Для выгрузки десанта используется аппарель с дополнительной дверью в ней. Масса машины будет составлять примерно 25 тонн. Металлические бронеэлементы будет дополнять комплекс активной защиты на башне. Боекомплект и вооружение изолированы от десанта и экипажа.
Экипаж состоит из трёх человек. Десантное отделение рассчитано на восемь человек.
Подвеска гидропневматическая, с изменяемым клиренсом от 100 до 500 мм.
БМД и БМП платформы оснащены дистанционно-управляемым универсальным боевым модулем «Бумеранг-БМ», вооружённым 30-мм автоматической пушкой 2А42 с селективным боепитанием (боезапас 500 снарядов), 7,62-мм пулемётом ПКТМ (боезапас 2000 патронов), двумя сдвоенными пусковыми установками ПТРК «Корнет». Автоматический гранатомёт не предусмотрен. Движение боевого модуля осуществляют управляемые компьютером электродвигатели. Боевой модуль может управляться наводчиком и командиром машины. Универсальный боевой модуль за счёт роботизации способен следить за целью и самостоятельно вести обстрел объекта до его уничтожения, оператору необходимо лишь указать цель, после чего компьютер станет сам вести слежение за ней.
Машина также оборудована камерами наблюдения за окружающей обстановкой. В задней двери присутствует амбразура для автомата АК.

## Опытно-войсковая эксплуатация
Начиная с 2015 года отправляются партии машин для опытно-войсковой эксплуатации. В качестве недостатка военные назвали высокий профиль машины. Несмотря на то, что профиль «Курганца» по высоте приблизительно такой же, как у западных аналогов (на 48 мм выше, чем у M2 Брэдли, и на 58 мм ниже, чем у германской Пумы), а также на равную с ними толщину брони, российские военные, традиционно предпочитающие машины с низким профилем, называют его «мечтой гранатомётчика». Из-за этого сроки завершения научно-исследовательских и опытно-конструкторских работ (НИОКР) по средней гусеничной платформе «Курганец-25» были сдвинуты на год. Госиспытания начнутся в 2017 году. Боевая машина семейства «Курганец-25» пройдет государственные испытания осенью 2022 года.

## Машины на базе

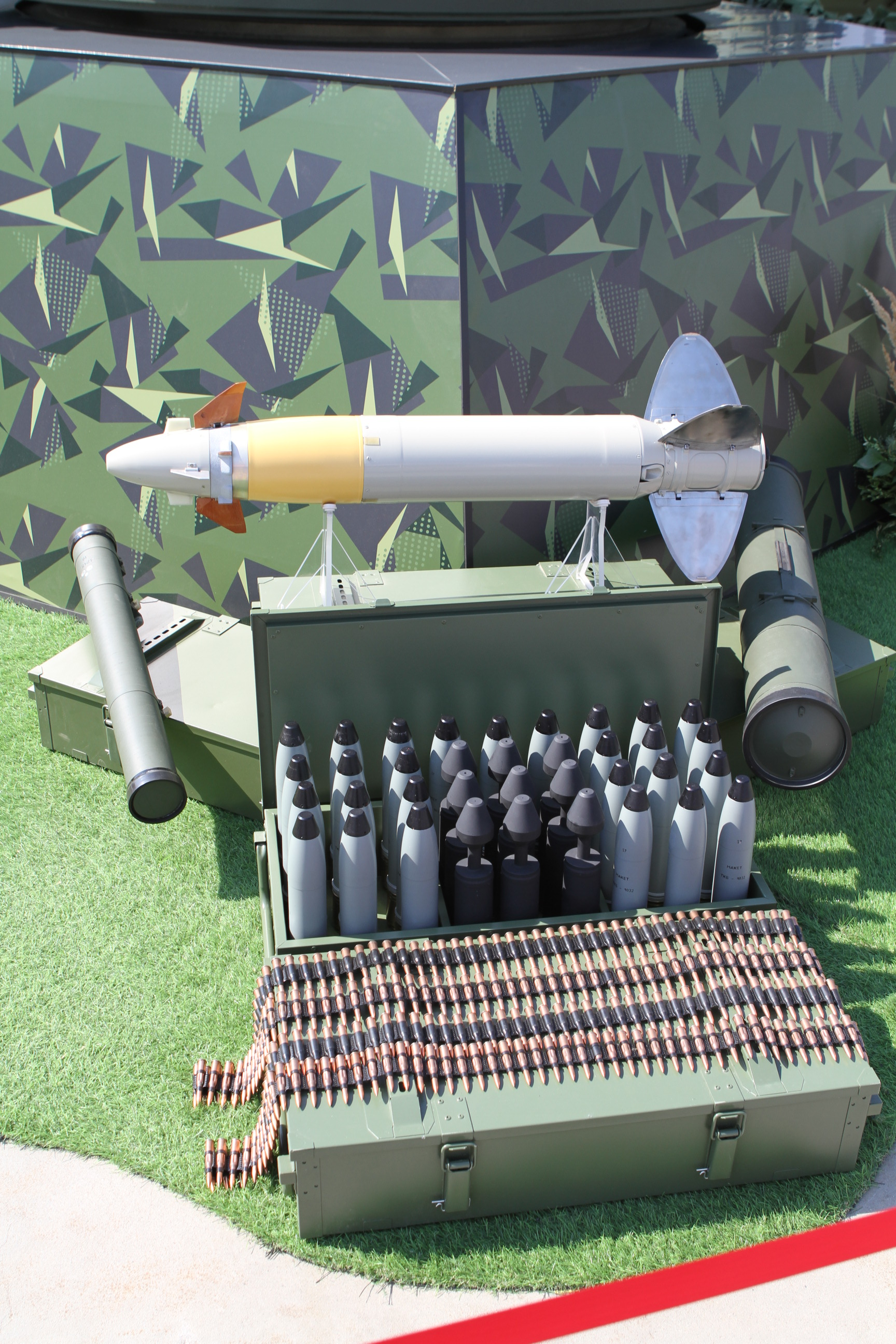
Боекомплект из лент ПКТ, ПТУР Корнет, 57-мм снарядов низкой баллистики, малогабаритных ракет «Булат».

- Бронетранспортёр Б-10 (Индекс ГАБТУ — Объект 693);[11]
- Боевая машина пехоты Б-11 (Индекс ГАБТУ — Объект 695);[11]
- Бронированная ремонтно-эвакуационная машина;

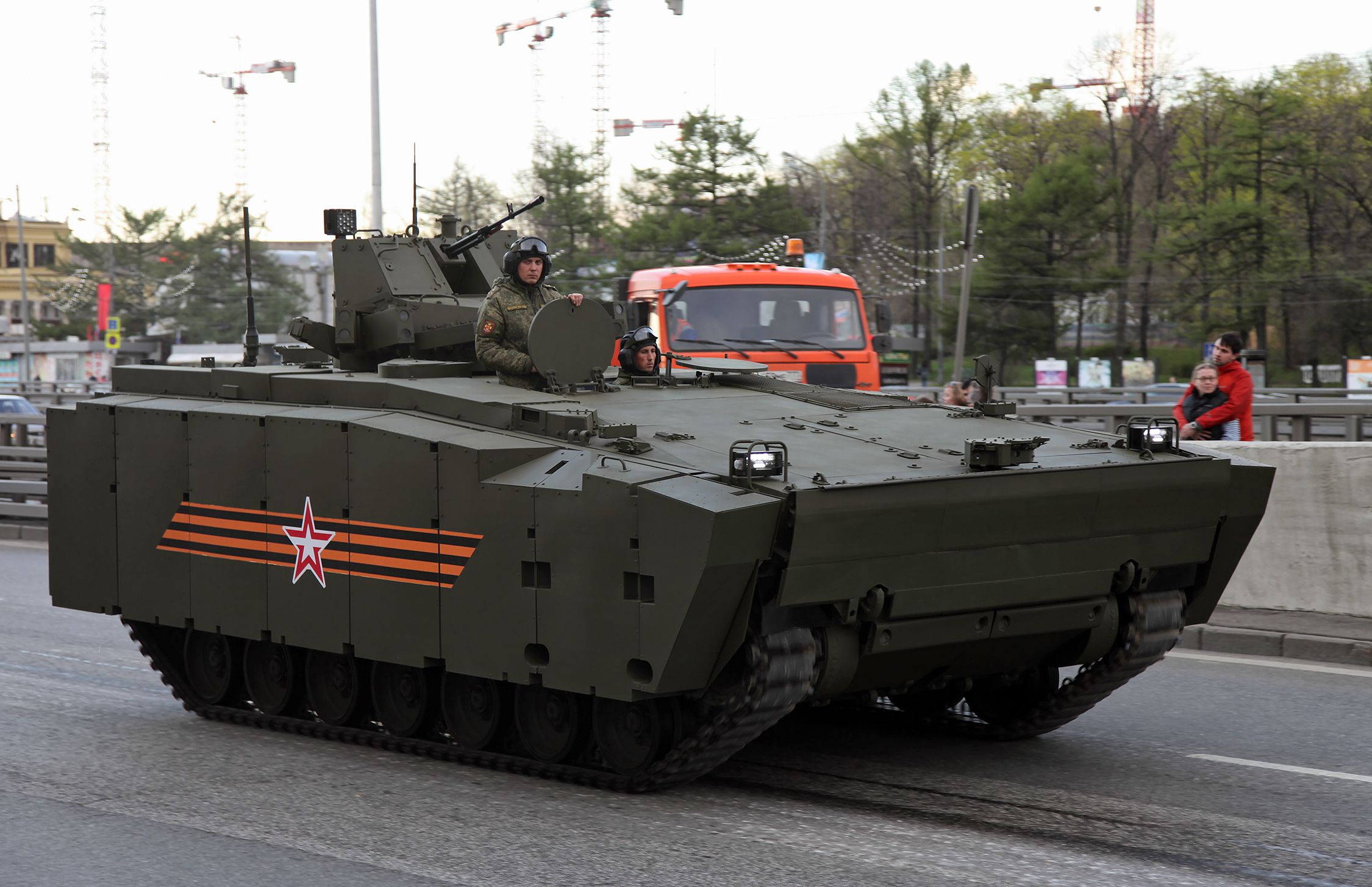
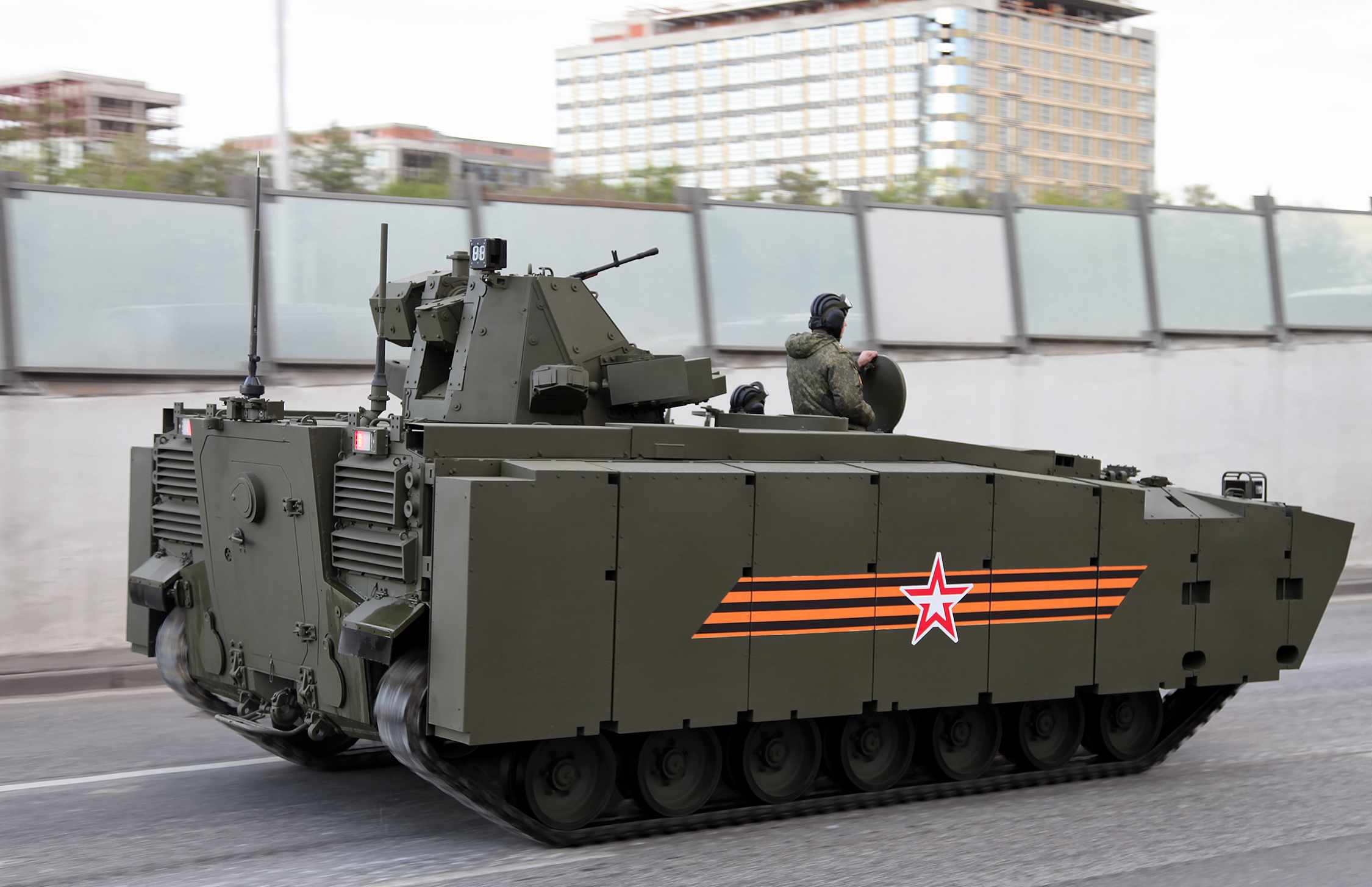

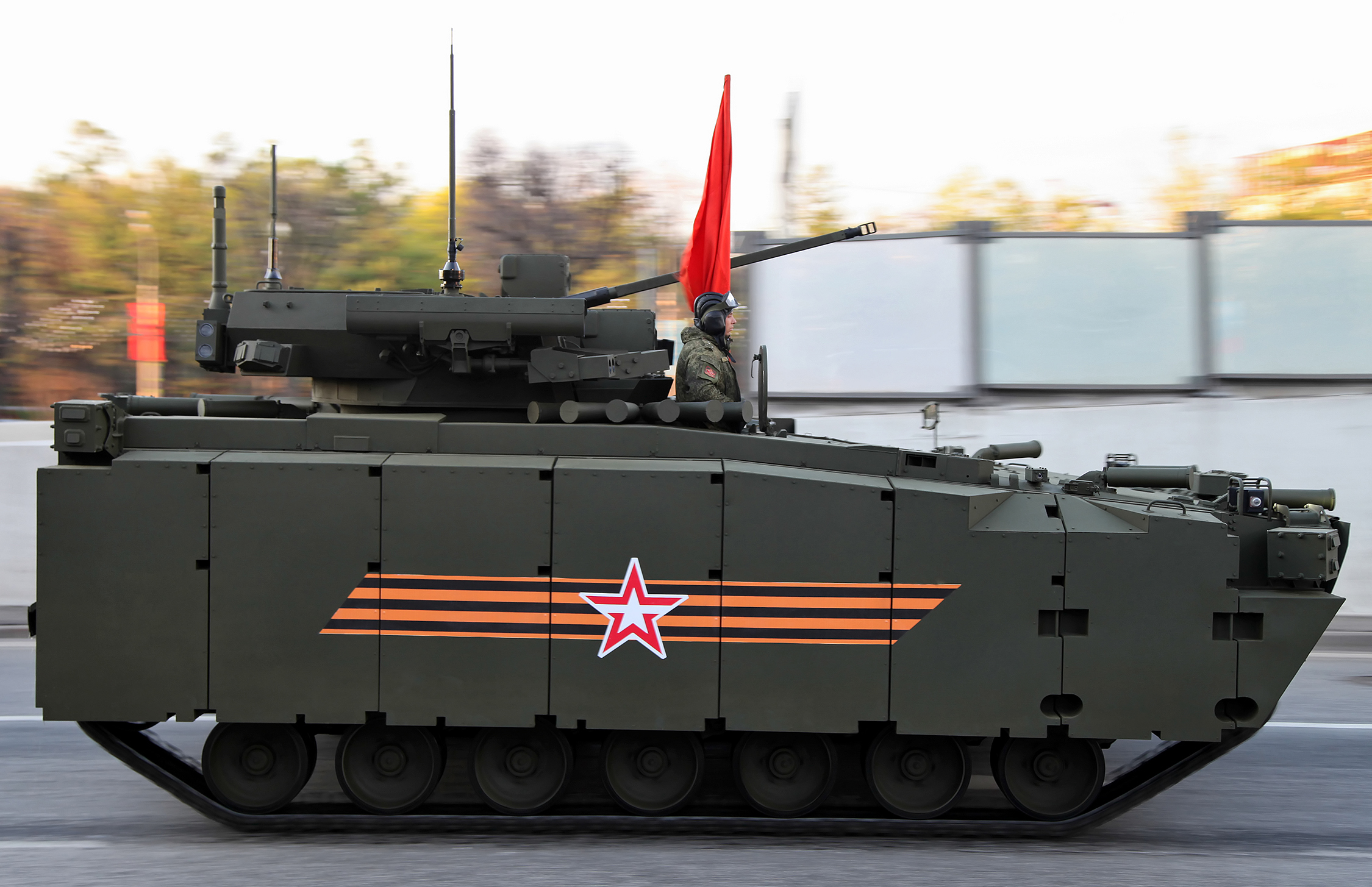
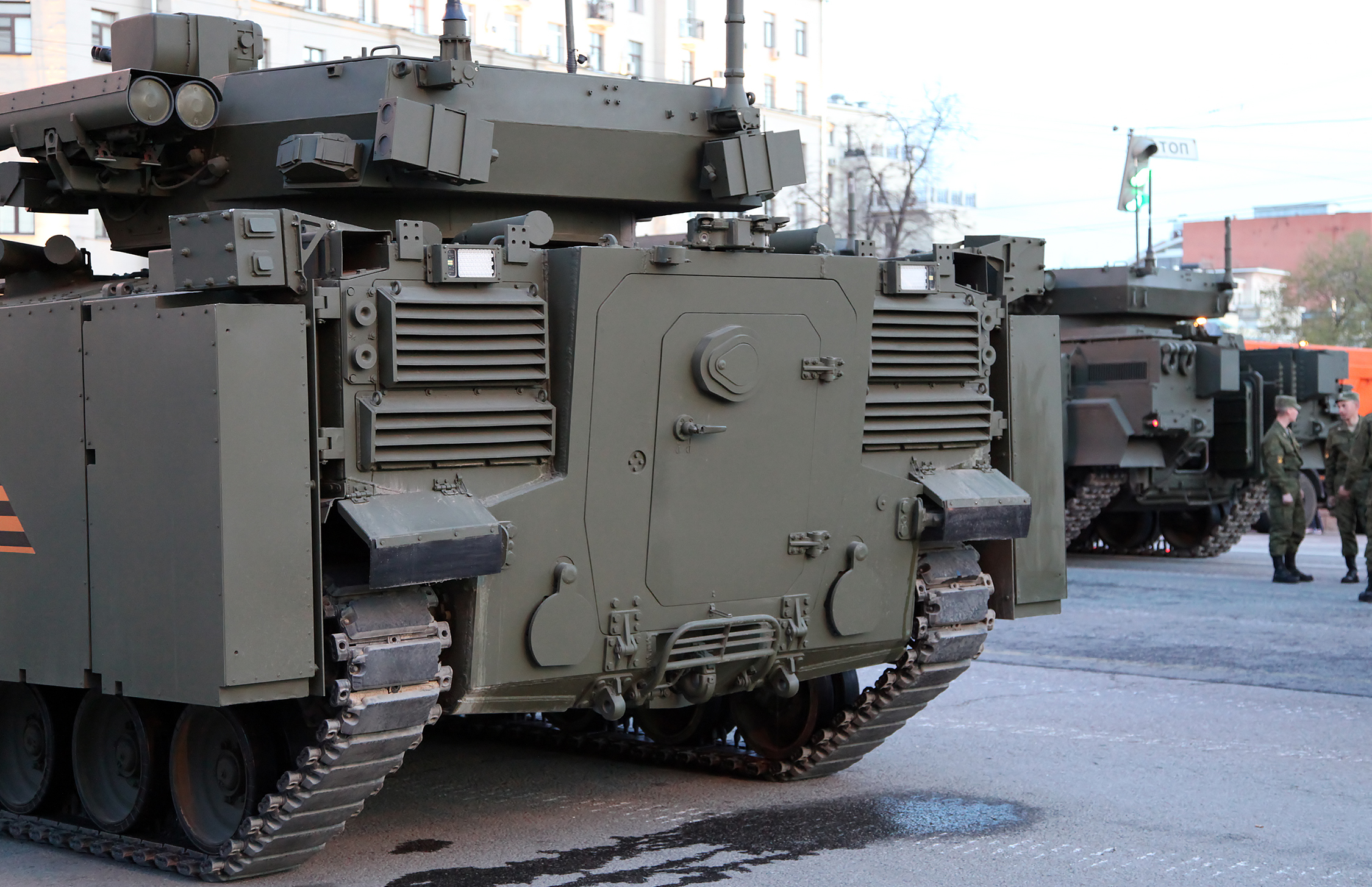

- Истребитель танков (проект).

БТР Б-10
БМП Б-11